# Molukkerhavet
Molukkerhavet er havområdet mellem den indonesiske øgruppe Molukkerne og Sulawesi. Molukkerhavet omgives af Celebeshavet i vest, Bandahavet og Seramhavet i syd og Filippinerhavet i nord.
0°25′S 125°25′Ø / 0.42°S 125.42°Ø